# Amphoe Krong Pinang
Amphoe Krong Pinang (thailändisch อำเภอ กรงปินัง) ist ein Landkreis (Amphoe – Verwaltungs-Distrikt) in der  Provinz Yala. Die Provinz Yala liegt im äußersten Süden der Südregion von Thailand an der Landesgrenze nach Malaysia.

## Geographie
Benachbarte Landkreise und Gebiete sind (von Osten im Uhrzeigersinn): die Amphoe Raman, Bannang Sata, Yaha und Mueang Yala. Alle Amphoe liegen in der Provinz Yala.

## Etymologie
Der Name Krong Pinang ist eine thailändische Adaption von „Kampung Pinang“ (Jawi: كامڤوڠ ڤينڠ), dem ursprünglich malaiischen Namen. Es bedeutet Dorf der Pinang. Das Wort Pinang ist der malaiische Ausdruck für Betelpalme (Areca catechu).

## Geschichte
Krong Pinang wurde am 30. April 1994 zunächst als Unterbezirk (King Amphoe) eingerichtet, indem vier Tambon vom Amphoe Mueang Yala abgetrennt wurden.
Am 7. Oktober 2004 bekam Krong Pinang den vollen Amphoe-Status.

## Verwaltung

### Provinzverwaltung
Amphoe Krong Pinang ist in vier Unterbezirke (Tambon) eingeteilt, welche weiter in 23 Dorfgemeinschaften (Muban) unterteilt sind.
| Nr. | Name          | Thai     | Muban | Einw.  |
| --- | ------------- | -------- | ----- | ------ |
| 1.  | Krong Pinang  | กรงปินัง   | 9     | 10.156 |
| 2.  | Sa-ae         | สะเอะ    | 5     | 07.110 |
| 3.  | Huai Krathing | ห้วยกระทิง | 4     | 04.180 |
| 4.  | Purong        | ปุโรง     | 4     | 04.786 |

### Lokalverwaltung
Es gibt keine Städte (Thesaban) im Landkreis.
Jeder der vier Tambon wird von einer „Tambon-Verwaltungsorganisation“ (องค์การบริหารส่วนตำบล – Tambon Administrative Organization, TAO) verwaltet.